# Hâjdău
Hâjdău (cu mai multe variante de ortografie, cum ar fi Hajdeu, Hasdeu, Hîjdău etc.) a fost numele unei familii boierești românești din Basarabia, care a trăit în Polonia, Imperiul Rus și România. Fondatorii liniei basarabene a familiei sunt Ioan Hâjdău și Nicolae Hâjdău, nepoții de soră ai principelui Ștefan Petriceicu. Ea a fost căsătorită cu paharnicul Lupașco Hâjdău, care a murit în 1673 la Hotin, într-o bătălie împotriva otomanilor, fiu al lui Ștefan Hâjdău. După rebeliunea prințului împotriva turcilor, cei doi frați vor părăsi Moldova de teama represaliilor și-l vor însoți pe unchiul lor în Polonia. Acolo, ei vor primi în 1676 indigenatul polonez. Membrii familiei Hâjdău care nu au părăsit țara și-au pierdut statutul foarte repede. Când Tadeu Hâjdău s-a întors în Moldova cu scopul de a cere înapoi moșiile pierdute ale familiei sale, el a constatat că descendenții familiei boierești Hâjdău erau acum țărani și măcelari, de condiție foarte umilă. Mai mulți membri ai liniei auto-exilate se vor afirma ca scriitori în secolul al XIX-lea:
- Tadeu Hâjdău
- Alexandru Hâjdeu
- Boleslav Hâjdău
- Bogdan Petriceicu Hasdeu
- Iulia Hasdeu